# Блюм, Йехуда
Йехуда Цви Блюм (ивр. יהודה צבי בלום‎; родился в 1931 году в Братиславе, Чехословакия) — израильский учёный и дипломат. Профессор юриспруденции Еврейского университета в Иерусалиме. В 1978—1984 — посол Израиля в Организации Объединённых Наций.

## Биография
Йехуда Блюм родился в Братиславе. Среди его предков были известные раввины. Во время Холокоста, его семья спаслась в числе отправленных на «Поезде спасения» Израиля Кастнера. Они прибыли в Берген-Бельзен, а оттуда в Швейцарию. В 1945 году семья переехала подмандатную Палестину.
Блюм был активистом молодёжного отдела движения «Мизрахи». Учился на религиозном учительском семинаре в Иерусалиме. Получил разрешение на обучение юриспруденции в рамках академической отсрочки от призыва. Изучал юриспруденцию в Еврейском университете в Иерусалиме. Занимал пост председателя Организации религиозных студентов. Был активистом студенческого профсоюза.
После окончания учёбы служил по специальности в Военной прокуратуре помощником главного военного прокурора Меира Шамгара. В 1959 году получил лицензию на занятие адвокатской деятельностью.
После увольнения в запас  выехал для продолжения учёбы в Великобританию, где в 1961 году получил степень доктора юриспруденции со специализацией по международному праву в Лондонской школе экономики.
В 1962 году назначен помощником юридического советника Министерства иностранных дел. Параллельно работал исследователем-помощником в области международного права в Еврейском университете. За свою работу «Государственные границы и их прохождение» получил премию имени Арлозорова. В 1965 году оставил службу в МИД ради продолжения академической карьеры.
Назначен преподавателем юридического факультета Еврейского университета. Был руководителем института исследований законодательства и сравнительного права этого университета. В 1968 году переехал в Нью-Йорк, где начал работать исследователем в организации ЮНЕСКО и членом юридического отдела ООН.
В 1973 году был членом израильской делегации на Третьем международном форуме по вопросам морского права. В 1976 году — член израильской делегации в Генеральную Ассамблею ООН. Член юридического комитета на мирных переговорах с Египтом.
В 1978 году назначен послом Израиля в Организации Объединённых Наций. Занимал этот пост до 1984 года, в том числе во время проведения операции «Литани», операции «Опера» и Первой ливанской войны.
В 1986—1988 годах был членом юридического отдела, представлявшего Израиль во время международного арбитража по вопросу о принадлежности Табы.
Опубликовал 4 книги и более 40 крупных статей. За книгу «Безопасные границы» (1971 год) получил премию имени Жаботинского. В 1973—1978 годах — юридический редактор Еврейской Энциклопедии.
В течение своей карьеры работал приглашённым профессором в Мичиганском университете, Техасском университете в Остине, Университете Нью-Йорка, Иешива-университете, Университете Южной Калифорнии, Тулейнском университете, Университете Майами.